# Rivière Manouane (vattendrag i Kanada, lat 49,51, long -71,17)
Rivière Manouane är ett vattendrag i Kanada.   Det ligger i provinsen Québec, i den östra delen av landet, 600 km nordost om huvudstaden Ottawa.
I omgivningarna runt Rivière Manouane växer i huvudsak blandskog. Trakten runt Rivière Manouane är nära nog obefolkad, med mindre än två invånare per kvadratkilometer.